# Симоцуке
Симоцуке (яп. 下野市 Симоцукэ-си) — город в Японии, находящийся в префектуре Тотиги. Площадь города составляет 74,58 км², население — 59 762 человека (1 июля 2014), плотность населения — 801,31 чел./км².

## Географическое положение
Город расположен на острове Хонсю в префектуре Тотиги региона Канто. С ним граничат города Уцуномия, Ояма, Тотиги, Моока и посёлки Мибу, Каминокава.

## Население
Население города составляет 59 762 человека (1 июля 2014), а плотность — 801,31 чел./км². Изменение численности населения с 1980 по 2005 годы:
| 1980 | 43 641 чел. |  |
| 1985 | 44 912 чел. |  |
| 1990 | 46 673 чел. |  |
| 1995 | 54 709 чел. |  |
| 2000 | 57 447 чел. |  |
| 2005 | 59 132 чел. |  |

## Символика
Деревом города считается Zelkova serrata, цветком — Lagenaria siceraria, птицей — Cettia diphone.